# 雅西医药大学
雅西医药大学（羅馬尼亞語： Universitatea de Medicină şi Farmacie „Grigore T. Popa” din Iaşi，UMF Iasi）是罗马尼亚雅西的一所公立大学。
雅西医药大学成立于1879年，是摩尔达维亚最古老的大学，也是罗马尼亚最大的大学之一，教职工約900人，提供罗马尼亚语、英语和法语课程，學生人數10,000人以上。该大学以神经内分泌学领域的国际知名科学家、功能解剖学和胚胎学系主任Grigore T. Popa的名字命名。
2011年，它被列为罗马尼亚第一类高等研究和教学大学。它被教育部列为“高等研究和教育大学” 。

## 会议
雅西医学院在整个学年举办各种会议。Congressis是面向医学生和初级医生的会议（4月举行），重点关注基础科学、外科、内科和生物伦理学，它是罗马尼亚最受欢迎的会议之一，在全国举行 它拥有最多的会议所有医学生会议的参与者。议会的官方语言是英语。

## 国际评价
国际认证
- 世界医学教育联合会 (WFME)
- 欧洲高等教育质量保证机构注册 (EQAR)
- 欧洲高等教育质量保证协会 (ENQA)

## 教育与研究
学院
- 医学院
  - 医学（6年，医生培训课程） [2] [3]
  - 综合护理学系（4年，护士研修）
  - 营养学系（3年，营养师培训系）
- 牙医学院
  - 牙科（6年，牙医培训课程） [2][3]
  - 牙科技术科（3年，牙科技师培训课程）
  - 预防牙科学系（3 年）
- 药学系
  - 药学系（5年，药剂师培训课程） [2][4]
  - 医疗化妆品制造科学课程（3年）
- 生物医学工程学院
  - 生物技术系（4年）
  - 物理治疗系（3年）[4]

#### 研究所
- 生物医学工学研究科[4] （2年，硕士课程）
- 生物医学工学与尖端生物材料研究科（2年，硕士课程）
- 生物技术康复研究生院（2年，硕士课程）
- 其他博士课程

### 附属机构
通过研究生教育进行的持续培训包括大约5000名硕士生、博士生和住院医师。
该大学有一个中央图书馆，可以访问超过470,000册医学书籍。每个医学领域都有专门的图书馆和阅览室。
大学临床和临床研究在55所大学临床医院和12所大学综合诊所组织的2家专科诊所开展。

## 对外关系
交换协议
- 德国
  - 弗赖堡阿尔伯特路德维希大学
- 法国
  - 亚眠大学
  - 南锡大学
  - 鲁汶大学
  - 里昂大学
  - 皮卡第儒勒凡尔纳大学
  - 洛林大学
- 比利时
  - 鲁汶天主教大学
- 意大利
  - 都灵大学
  - 帕尔马大学